# Maithili Sharan Gupt
Maithili Sharan Gupt (Chirgaon, 1886 – 1964) è stato un poeta indiano.
Fu autore del poemetto Casa divina e del poema politico Madrepatria.